# Comité union et progrès
Le Comité Union et Progrès (en turc ottoman : إتحاد و ترقى جمعيتی, romanisé : İttiḥād ve Teraḳḳī Cemʿiyeti) plus tard le Parti Union et Progrès (en turc ottoman : إتحاد و ترقى  فرقه‌‌ سی, romanisé : İttiḥād ve Teraḳḳī Fırḳası) est une organisation révolutionnaire et un parti politique nationaliste turc créé à la fin du XIXe siècle à Thessalonique regroupant les Jeunes-Turcs.